# Trinity Loren
Trinity Loren, née Joyce Evelyn McPherson le 21 août 1964 à La Jolla et décédée le 24 octobre 1998 à Burbank d'une overdose d'antalgique, était une actrice pornographique, modèle et stripteaseuse américaine.

## Biographie
Après être entrée dans la pornographie vers le milieu des années 1980, elle fit une démarche pour changer légalement son prénom en Roxanne.
Trinity commença comme top model dans divers magazines pour hommes. Elle attira rapidement l'attention avec son tour de poitrine (naturel) de 100F, à l'époque où les implants mammaires étaient peu répandus.
Elle débuta comme actrice fin 1985 et se fit rapidement un nom grâce à la popularisation de la vidéo.
Elle se maria à Barry Woods (acteur X lui aussi, sous le pseudonyme Shane Hunter), avec qui elle eut une fille, Tess, née en 1990. Cependant ils divorcèrent rapidement. Elle s'installe alors au Texas, à la recherche d'une vie tranquille.
Trinity et son ex-mari se sont battus pour obtenir la garde de leur fille et elle a perdu. Elle repartit donc pour la Californie de façon à se rapprocher de Tess. C'est alors que, dépressive, elle devint dépendante aux médicaments.
Trinity mourut le 24 octobre 1998 d'une surdose médicamenteuse.
Elle était en train d'écrire une autobiographie qui n'a pas pu être finie. Sa société Black Mirror Productions ont soutenu financièrement sa fille après sa mort.
Elle repose au cimetière Oakwood Memorial Park Cemetery à Chatsworth (Californie) sous le nom de Roxanne McPherson.

## Filmographie sélective
Elle est apparue dans plus de 296 films dont :
- Anal Analysis (1992)
- Anal Attraction (1989)
- Anal Dawn (1991)
- Anal Pleasures (1988)
- Back To Back 2 (1992)
- Backdoor Desires (1990)
- Backdoor Lambada (1990)
- Big Bust Babes 4 (1988)
- Breast of America (1991)
- Buttman's Bend Over Babes 1 (1990)
- Buttnicks (1989)
- Butts Motel 2 (1989)
- Caught From Behind 16 (1992)
- Deep Inside Trinity Loren (1994)
- Edge Of Heat 1 (1989)
- Everything Butt 1 & 2 (1990)
- I Am Desire (1992)
- Best Of Big Busty
- Breast Worx 30
- Cum To Dinner
- Double D Dykes
- Eat At The Blue Fox
- Famous Ta Ta's
- Girls On Girls
- Heel's Angels
- John Holmes And The All-star Sex Queens
- Kitten Cums-back
- Let's Talk Sex
- Monumental Knockers 1
- Raging Waters
- Stiff Competition
- Toppers
- Wild Wild Chest 3